# Listă de actrițe italiene
Aceasta este o listă de actrițe italiene:

Cuprins: Început - 0–9 A B C D E F G H I J K L M N O P Q R S T U V W X Y Z

## A
- Cele Abba (1906–1992)
- Marta Abba (1900–1988)
- Alessandra Acciai (născută 1965)
- Anna Maria Ackermann (născută 1932)
- Laura Adani (1913–1996)
- Isabelle Adriani (născută 1972)
- Lucilla Agosti (născută 1978)
- Janet Agren (născută 1949) (actriță suedeză care a lucrat în principal în Italia)
- Marcella Albani (1901–1959)
- Anna Maria Alberghetti (născută 1936)
- Jane Alexander (născută 1972, actriță britanico-italiană)
- Lydia Alfonsi (1928–2022)
- Marisa Allasio (născută 1936)
- Irene Aloisi (1925–1980)
- Elena Altieri (1910–1997)
- Lia Amanda (născută 1932)
- Adriana Ambesi  (născută 1940)
- Anna Ammirati (născută 1979)
- Pier Angeli (1932–1971)
- Edi Angelillo (născută 1961)
- Luciana Angiolillo (1925–2014)
- Ambra Angiolini (născută 1977)
- Rosina Anselmi (1880–1965)
- Carlotta Antonelli (născută 1995)
- Laura Antonelli (1941–2015) (din Pola, Italia: acum Pula, Croația)
- Manuela Arcuri (născută 1977)
- Asia Argento (născută 1975)
- Alba Arnova (1930–2018)
- Adriana Asti (născută 1931)
- Antonella Attili (născută 1963)
- Serena Autieri (născută 1976)
- Mimì Aylmer (1896–1992)
- Euridice Axen (născută 1980)

## B
- Margherita Bagni (1902–1960)
- Virginia Balestrieri (1888–1960)
- Anne Bancroft (1931-2005)
- Raffaella Baracchi (născută 1964)
- Paola Barale (născută 1967)
- Paola Barbara (1912–1989)
- Isa Barzizza (1929–2023)
- Luisella Beghi (1922–2006)
- Alice Bellagamba (născută 1987)
- Valentina Bellè (născută 1992)
- Sonia Bergamasco (născută 1966)
- Agostina Belli (născută 1949)
- Laura Belli (născută 1947)
- Marisa Belli (1933–2017)
- Isa Bellini (1922–2021)
- Monica Bellucci (născută 1964)
- Michela Belmonte (1925–1978)
- Maria Antonietta Beluzzi (1930–1997)
- Vittoria Belvedere (născută 1972)
- Femi Benussi (născută 1945) (născută în Rovigno, Italia, acum Rovinj, Croația)
- Sonia Bergamasco (născută 1966)
- Gaia Bermani Amaral (născută 1980)
- Mara Berni (născută 1932)
- Marina Berti (1924–2002)
- Francesca Bertini (1892–1985)
- Laura Betti (1927–2004)
- Franca Bettoia (născută 1936)
- Giulia Bevilacqua (născută 1979)
- Isabella Biagini (1940–2018)
- Daniela Bianchi (născută 1942)
- Regina Bianchi (1921–2013)
- Caterina Bianconelli (1665–1716)
- Valeria Bilello (născută 1982)
- Clara Bindi (1927–2022)
- Lidia Biondi (1941–2016)
- Olga Bisera (născută 1944)
- Erika Blanc (născută 1942)
- Delia Boccardo (născută 1948)
- Enrica Bonaccorti (născută 1949)
- Anna Bonaiuto (născută 1950)
- Liliana Bonfatti (născută 1930)
- Luisella Boni (născută 1935)
- Caterina Boratto (1915–2010)
- Paola Borboni (1900–1995)
- Lyda Borelli (1884–1959)
- Simona Borioni (născută 1971)
- Giulia Boschi (născută 1962)
- Lucia Bosè (1931–2020)
- Liù Bosisio (născută 1936)
- Pina Bottin (1935–2024)
- Anna Maria Bottini (1916–2020)
- Silvia Bottini (născută 1981)[1]
- Brunella Bovo (1932–2017)
- Eleonora Brigliadori (născută 1960)
- Nancy Brilli (născută 1964)
- Lilla Brignone (1913–1984)
- Mercedes Brignone (1885–1967)
- Lidia Broccolino (născută 1958)
- Barbara Bouchet (născută 1943) (actriță cehă crescută în Statele Unite; a apărut mai ales în filme italiene)
- Nicoletta Braschi (născută 1960)
- Valeria Bruni Tedeschi (născută 1964)
- Maria Grazia Buccella (născută 1940)
- Giusy Buscemi (născută 1993)
- Margherita Buy (născută 1962)

## C
- Clara Calamai (1909–1998)
- Giuliana Calandra (1936–2018)
- Carla Calò (1926–2019)
- Miranda Campa (1914–1989)
- Edy Campagnoli (1934–1995)
- Anna Campori (1917–2018)
- Gianna Maria Canale (1927–2009)
- Elisabetta Canalis (născută 1978)
- Loredana Cannata (născută 1975)
- Simona Caparrini (născută 1972)
- Denise Capezza (născută 1989)
- Wanda Capodaglio (1889–1980)
- Cristiana Capotondi (născută 1980)
- Olga Capri (1883–1961)
- Debora Caprioglio (născută 1968)
- Anita Caprioli (născută 1973)
- Flora Carabella (1926–1999)
- Selene Caramazza (născută 1993)
- Lilli Carati (1956–2014)
- Claudia Cardinale (născută 1938) (născută și crescută în Tunis, Tunisia; a venit în Italia la 18 ani)
- Stefania Careddu (născută 1945)
- Linda Caridi (născută 1988)
- Olimpia Carlisi (născută 1946)
- Milly Carlucci (născută 1954)
- Maria Carmi (1880–1957)
- Vera Carmi (1914–1969)
- Raffaella Carrà (1943–2021)
- Chiara Caselli (născută 1967)
- Maria Caserini (1884–1969)
- Maria Pia Casilio (1935–2012)
- Stefania Casini (născută 1948)
- Nadia Cassini (născută 1949)
- Carla Cassola (1947–2022)
- Lina Cavalieri (1875–1944)
- Simona Cavallari (născută 1971)
- Olimpia Cavalli (1930–2012)
- Valeria Cavalli (născută 1959)
- Francesca Cavallin (născută 1976)
- Sandra Ceccarelli (născută 1967)
- Irene Cefaro (1935–2013)
- Elisa Cegani (1911–1996)
- Pina Cei (1904–2000)
- Rosalinda Celentano (născută 1968)
- Athina Cenci (născută 1946)
- Valentina Cervi (născută 1976)
- Michela Cescon (născută 1971)
- Alida Chelli (1943–2012)
- Amelia Chellini (1880–1944)
- Laura Chiatti (născută 1982)
- Francesca Chillemi (născută 1985)
- Valeria Ciangottini (născută 1945)
- Eloisa Cianni (1932–2022)
- Gledis Cinque (născută 1985)
- Gigliola Cinquetti (născută 1947)
- Silvia Cohen (născută 1959)
- Giada Colagrande (născută 1975)
- Ada Colangeli (1913–1992)
- Silvia Colloca (născută 1977)
- Francesca Romana Coluzzi (1943–2009)
- Lodovica Comello (născută 1990)
- Rossella Como (1939–1986)
- Marina Confalone (născută 1951)
- Maria Pia Conte (născută 1944)
- Nelly Corradi (1914–1968)
- Paola Cortellesi (născută 1973)
- Valentina Cortese (1923–2019)
- Elena Cotta (născută 1931)
- Carolina Crescentini (născută 1980)
- Maddalena Crippa (născută 1957)
- Paola Tiziana Cruciani (născută 1958)
- Lorella Cuccarini (născută 1965)
- Geppi Cucciari (născută 1973)
- Maria Grazia Cucinotta (născută 1968)
- Beryl Cunningham (1946–2020)
- Barbara Cupisti (născută 1962)

## D
- Milly D'Abbraccio (născută 1964)
- Rubi Dalma (1906–1994)
- Francesca D'Aloja (născută 1963)
- Silvia D'Amico (născută 1986)
- Mirella D'Angelo (născută 1956)
- Emma Danieli (1936–1998)
- Isa Danieli (născută 1937)
- Tosca D'Aquino (născută 1966)
- Cecilia Dazzi (născută 1969)
- Matilda De Angelis (născută 1995)
- Maria Luisa De Crescenzo (născută 1992)
- Titina De Filippo (1898–1965)
- Elsa De Giorgi (1914–1997)
- Piera Degli Esposti (1938–2021)
- Liana Del Balzo (1899–1982) (născută în Buenos Aires, Argentina)
- Marisa Del Frate (1931–2015)
- Cristiana Dell'Anna (născută 1985)
- Francesca Dellera (născută 1965)
- Carla Del Poggio (1925–2010)
- Lorella De Luca (1940–2014)
- Valentine Demy (născută 1963)
- Barbara De Rossi (născută 1960)
- Tina De Mola (1923–2012)
- Cinzia De Ponti (născută 1960)
- Dina De Santis (1932–1985)
- Orchidea De Santis (născută 1948)
- Francesca De Sapio (născută 1945)
- Giuliana De Sio (născută 1956)
- Rosemary Dexter (1944–2010)
- Ida Di Benedetto (născută 1945)
- Dalila Di Lazzaro (născută 1953)
- Irasema Dilián (1924–1996) (actriță poloneză născută în Rio de Janeiro, Brazilia)
- Rossana Di Lorenzo (1938–2022)
- Matilde Di Marzio
- Silvia Dionisio (născută 1951)
- Miria Di San Servolo (1923–1991)
- Valeria D'Obici (născută 1952)
- Franca Dominici (1907–1999)
- Ada Dondini (1883–1958)
- Bianca Doria (1915–1985)
- Dori Dorika (1913–1996)
- Anita Durante (1897–1994)
- Doris Duranti (1917–1995)
- Barbara D'Urso (născută 1957)
- Eleonora Duse (1858–1924)

## E
- Laura Efrikian (născută 1940)
- Antonella Elia (născută 1963)
- Maria Giovanna Elmi (născută 1940)
- Clotilde Esposito (născută 1997)

## F
- Elena Fabrizi (1915–1993)
- Valeria Fabrizi (născută 1936)
- Anna Falchi (născută 1972) (născută în Tampere, Finlanda)
- Tea Falco (născută 1986)
- Franca Faldini (1931–2016)
- Rossella Falk (1926–2013)
- Manuela Falorni (născută 1959)
- Emanuela Fanelli (născută 1986)
- Leonora Fani (născută 1954)
- Gabriella Farinon (născută 1941)
- Anita Farra (1905–2008)
- Anna Favella (născută 1983)
- Sarah Felberbaum (născută 1980)
- Maddalena Fellini (1929–2004)
- Edwige Fenech (născută 1948)
- Luisa Ferida (1914–1945)
- Sabrina Ferilli (născută 1964)
- Isabella Ferrari (născută 1964)
- Sarah Ferrati (1909–1982)
- Anna Maria Ferrero (1935–2018)
- Irene Ferri (născută 1972)
- Anna Ferzetti (născută 1982)
- Jole Fierro (1926–1988)
- Camilla Filippi (născută 1979)
- Angela Finocchiaro (născută 1955)
- Donatella Finocchiaro (născută 1970)
- Elena Fiore (1928–1999)
- Maria Fiore (1935–2004)
- Oretta Fiume (1919–1994)
- Diane Fleri (născută 1983)
- Pilar Fogliati (născută 1992)
- Anna Foglietta (născută 1979)
- Iaia Forte (născută 1962)
- Valentina Fortunato (1928–2019)
- Antonia Fotaras (născută 1999)
- Anna Fougez (1894–1966)
- Lia Franca (1912–1988)
- Rina Franchetti (1907–2010)
- Teresa Franchini (1877–1972)
- Chiara Francini (născută 1979)
- Maria Grazia Francia (1931–2021)
- Connie Francis, născută Concetta Rosa Maria Franconero (născută 1936) (cântăreață și actriță pop italo-americană)
- Fulvia Franco (1931–1988)
- Rosanna Fratello (născută 1951)
- Maria Frau (născută 1930)
- Margherita Fumero (născută 1947)
- Annette Funicello (1942–2013)

## G
- Scilla Gabel (născută 1938)
- Anna Galiena (născută 1954)
- Ely Galleani (născută 1953)
- Giovanna Galletti (1916–1992)
- Ida Galli (născută 1942)
- Pina Gallini (1888–1974)
- Irène Galter (1931–2018)
- Cristina Gaioni (născută 1940)
- Dina Galli (1877–1951)
- Dada Gallotti (născută 1935)
- Graziella Galvani (1931–2022)
- Stefania Orsola Garello (născută 1963)
- Lisa Gastoni (născută 1935)
- Vera Gemma (născută 1970)
- Irene Genna (1931–1986)
- Lina Gennari (1911–1997)
- Olga Vittoria Gentilli (1888–1957)
- Claudia Gerini (născută 1971)
- Gaia Germani (1942–2019)
- Anna Maria Gherardi (1939–2014)
- Dana Ghia (1932–2023)
- Gabriella Giacobbe (1923–1979)
- Pia Giancaro (născută 1950)
- Maria Chiara Giannetta (născută 1992)
- Claudia Giannotti (1937–2020)
- Vivi Gioi (1917–1975)
- Matilde Gioli (născută 1989)
- Daniela Giordano (1947–2022)
- Domiziana Giordano (născută 1959)
- Mariangela Giordano (1937–2011)
- Gabriella Giorgelli (născută 1941)
- Eleonora Giorgi (născută 1953)
- Aurora Giovinazzo (născută 2002)
- Gaia Girace (născută 2002)
- Leda Gloria (1908–1997)
- Loretta Goggi (născută 1950)
- Valeria Golino (născută 1965)
- Angela Goodwin (1925–2016)
- Laura Gore (1918–1957)
- Gorella Gori (1900–1963)
- Giulia Elettra Gorietti (născută 1988)
- Emma Gramatica (1874–1965)
- Irma Gramatica (1870–1962)
- Graziella Granata (născută 1941)
- Serena Grandi (născută 1958)
- Beatrice Grannò (născută 1993)
- Carla Gravina (născută 1941)
- Dorian Gray (1928–2011)
- José Greci (1941–2017)
- Cosetta Greco (1930–2002)
- Eva Grimaldi (născută 1961)
- Nicole Grimaudo (născută 1980)
- Bianca Guaccero (născută 1981)
- Lorenza Guerrieri (născută 1944)
- Monica Guerritore (născută 1958)
- Gloria Guida (născută 1955)
- Wandisa Guida (născută 1935)
- Sabina Guzzanti (născută 1963)
- Lucia Guzzardi (născută 1927)
- Margherita Guzzinati (1940–1997)

## H
- Hesperia (1885–1959)
- Natasha Hovey (născută 1967) (născută în Beirut)

## I
- Francesca Inaudi (născută 1977)
- Annabella Incontrera (1943–2004)
- Zoe Incrocci (1917–2003)
- Lorenza Indovina (născută 1966)
- Adriana Innocenti (1926–2016)
- Sabrina Impacciatore (născută 1968)

## J
- Silvana Jachino (1916–2004)

## K
- Anna Kanakis (1962–2023)
- Claudia Koll (născută 1965)
- Sylva Koscina (1933–1994) (actriță croată care a lucrat cel mai mult în Italia)

## L
- Nais Lago (1914–?)
- Tina Lattanzi (1897–1997)
- Rosabell Laurenti Sellers (născută 1996)
- Marisa Laurito (născută 1951)
- Lucrezia Lante della Rovere (născută 1966)
- Andrea Lehotská (născută 1981)
- Licinia Lentini (născută 1959)
- Cinzia Leone (născută 1959)
- Miriam Leone (născută 1985)
- Virna Lisi (1936–2014)
- Antonia Liskova (născută 1977)
- Elvy Lissiak (1929–1996)
- Luciana Littizzetto (născută 1964)
- Barbara Livi (născută 1973)
- Tiziana Lodato (născută 1976)
- Valentina Lodovini (născută 1978)
- Giuliana Lojodice (născută 1940)
- Gina Lollobrigida (1927–2023)
- Malisa Longo (născută 1950)
- Sophia Loren (născută 1934)
- Mariella Lotti (1919–2004)
- Antonella Lualdi (1931–2023) (născută în Beirut, Liban)
- Angela Luce (născută 1938)

## M
- Nicoletta Machiavelli (1944–2015)
- Beatrice Macola (1965–2001)
- Margareth Madè (născută 1982)
- Anna Maestri (1924–1988)
- Pupella Maggio (1910–1999)
- Rosalia Maggio (1921–1995)
- Romana Maggiora Vergano (născută 1997)
- Licia Maglietta (născută 1954)
- Anna Magnani (1908–1973)
- Eva Magni (1909–2005)
- Barbara Magnolfi (născută 1955)
- Elisa Mainardi (1930–2016)
- Marina Malfatti (1933–2016)
- Evi Maltagliati (1908–1986)
- Fulvia Mammi (1927–2006)
- Beatrice Mancini (1917–1987)
- Silvana Mangano (1930–1989)
- Dharma Mangia Woods (născută 1994)
- Teresa Mannino (născută 1970)
- Simona Marchini (născută 1941)
- Alessia Marcuzzi (născută 1972)
- Lina Marengo (1911–1987)
- Fiorella Mari (1928–1983)
- Valeria Marini (născută 1967)
- Elsa Martinelli (1935–2017)
- Rossana Martini (1926–1988)
- Susanna Martinková (născută 1946)
- Alessandra Martines (născută 1963)
- Franca Marzi (1926–1989)
- Lauretta Masiero (1927–2010)
- Giulietta Masina (1921–1994)
- Lea Massari (născută 1933)
- Marina Massironi (născută 1963)
- Chiara Mastalli (născută 1984)
- Mary Elizabeth Mastrantonio (născută 1958)
- Alessandra Mastronardi (născută 1986)
- Clelia Matania (1918–1981)
- Desdemona Mazza (1901–?)
- Rosy Mazzacurati (1935–2020)
- Anna Mazzamauro (născută 1938)
- Margaret Mazzantini (născută 1961) (născută în Dublin, Irlanda)
- Silvia Mazzieri (născută 1993)
- Margherita Mazzucco (născută 2002)
- Rose McGowan  (născută 1973) (actriță americană născută în Florence, Italia)
- Mita Medici (născută 1950)
- Anna Melato (născută 1952)
- Mariangela Melato (1941–2013)
- María Mercader (1918–2011)
- Elsa Merlini (1903–1983)
- Marisa Merlini (1923–2008)
- Giovanna Mezzogiorno (născută 1974)
- Marcella Michelangeli (născută 1943)
- Giulia Michelini (născută 1985)
- Maria Michi (1921–1980)
- Alyssa Milano (născută 1972)
- Valeria Milillo (născută 1966)
- Gloria Milland (1940–1989)
- Milly (1905–1980)
- Sandra Milo (1933–2024)
- Milva (1939–2021)
- Minnie Minoprio (născută 1942)
- Isa Miranda (1905–1982)
- Anna Miserocchi (1925–1988)
- Michela Miti (născută 1963)
- Giorgia Moll (născută 1938)
- Sandra Mondaini (1931–2010)
- Romina Mondello (născută 1974)
- Cinzia Monreale (născută 1957)
- Nerina Montagnani (1897–1993)
- Liliane Montevecchi (1932-2018) (actriță franco-italiană)
- Ivana Monti (născută 1947)
- Maria Monti (născută 1935)
- Silvia Monti (născută 1946)
- Laura Morante (născută 1956)
- Ana Caterina Morariu (născută 1980)
- Rina Morelli (1908–1976)
- Chiara Moretti (1955–2023)
- Claudia Mori (născută 1944)
- Valeria Moriconi (1931–2005)
- Jone Morino (1896–1978)
- Federica Moro (născută 1965)
- Caterina Murino (născută 1977)
- Alessandra Mussolini (născută 1962)
- Ornella Muti (născută 1955)

## N
- Agnese Nano (născută 1965)
- Valentina Nappi (născută 1990)
- Carlotta Natoli (născută 1971)
- Krista Nell (1946–1975) (actriță austriacă care a lucrat în principal în Italia)
- Francesca Neri (născută 1964)
- Rosalba Neri (născută 1939)
- Rosalina Neri (1927–2024)
- Daria Nicolodi (1950–2020)
- Ave Ninchi (1914–1997)
- Assia Noris (1912–1998)
- Laura Nucci (1913–1994)
- Franca Nuti (1929–2024)

## O
- Ilaria Occhini (1934–2019)
- Lucia Ocone (născută 1974)
- Maria Rosaria Omaggio (1954–2024)
- Liana Orfei (născută 1937)
- Moira Orfei (1931–2015)
- Anna Orso (1938–2012)
- Wanda Osiris (1905–1994)

## P
- Lea Padovani (1920–1991)
- Alice Pagani (născută 1998)
- Angela Pagano (1937–2024)
- Andreina Pagnani (1906–1981)
- Gabriella Pallotta (născută 1938)
- Kiki Palmer (1907–1949)
- Dolores Palumbo (1912–1984)
- Luciana Paluzzi (născută 1937)
- Silvana Pampanini (1925–2016)
- Alessandra Panaro (1939–2019)
- Claudia Pandolfi (născută 1974)
- Germana Paolieri (1906–1998)
- Alba Parietti (născută 1961)
- Elli Parvo (1915–2010)
- Marisa Pavan (1932–2023)
- Rita Pavone (născută 1945)
- Amalia Pellegrini (1873–1958)
- Ines Pellegrini (născută 1954)
- Fotinì Peluso (născută 1999)
- Patrizia Pellegrino (născută 1962)
- Dina Perbellini (1901–1984)
- Didi Perego (1935–1993)
- Tina Pica (1884–1968)
- Ottavia Piccolo (născută 1949)
- Gloria Piedimonte (1955–2022)
- Anna Maria Pierangeli (1932–1971)
- Ania Pieroni (născută 1957)
- Cecilia Pillado (născută 1966)
- Tiziana Pini (născută 1958)
- Rosita Pisano (1919–1975)
- Paola Pitagora (născută 1941)
- Nilla Pizzi (1919–2011)
- Violante Placido (născută 1976)
- Rossana Podestà (1934–2013)
- Daniela Poggi (născută 1954)
- Isa Pola (1909–1984)
- Lucia Poli (născută 1940)
- Lina Polito (născută 1954)
- Ada Pometti (născută 1955)
- Antonella Ponziani (născută 1964)
- Benedetta Porcaroli (născută 1998)
- Romina Power (născută 1951)
- Elisabetta Pozzi (născută 1955)
- Moana Pozzi (1961–1994)
- Thea Prandi (1922–1961)
- Pamela Prati (născută 1958)
- Anna Proclemer (1923–2013)
- Karin Proia (născută 1974)
- Vittoria Puccini (născută 1981)

## Q
- Letizia Quaranta (1892–1977)
- Lidia Quaranta (1891–1928)
- Paola Quattrini (născută 1944)
- Aurora Quattrocchi (născută 1943)

## R
- Isabella Ragonese (născută 1981)
- Giovanna Ralli (născută 1935)
- Micaela Ramazzotti (născută 1979)
- Franca Rame (1929–2013)
- Luisa Ranieri (născută 1973)
- Federica Ranchi (născută 1939)
- Galatea Ranzi (născută 1967)
- Giusi Raspani Dandolo (1916–2000)
- Pina Renzi (1901–1984)
- Francesca Rettondini (născută 1968)
- Elena Sofia Ricci (născută 1962)
- Katia Ricciarelli (născută 1946)
- Marina Ripa Di Meana (1941–2018)
- Giuditta Rissone (1895–1977)
- Isabella Riva (1887–1985)
- Luisa Rivelli (1931–2013)
- Nicoletta Rizzi (1940–2010)
- Anna Maria Rizzoli (născută 1951)
- Eva Robin's (născută 1958)
- Daniela Rocca (1937–1995)
- Maria Laura Rocca (1917–1999)
- Stefania Rocca (născută 1971)
- Lyla Rocco (1933–2015)
- Alba Rohrwacher (născută 1979)
- Valentina Romani (născută 1996)
- Dina Romano (1888–1957)
- Nicoletta Romanoff (născută 1979)
- Barbara Ronchi (născută 1982)
- Isabella Rossellini (născută 1952)
- Alessandra De Rossi (născută 1984) (actriță italo-filipineză)
- Assunta De Rossi (născută 1983) (actriță italo-filipineză)
- Luisa Rossi (1925–1984)
- Eleonora Rossi Drago (1925–2007)
- Giulia Rubini (născută 1935)
- Leonora Ruffo (1935–2007)
- Isabel Russinova (născută 1960)
- Adriana Russo (născută 1954)
- Carmen Russo (născută 1959)

## S
- Valeria Sabel (1928–2009)
- Fabrizia Sacchi (născută 1971)
- Anna Safroncik (născută 1981)
- Sabrina Salerno (născută 1968)
- Jone Salinas (1918–1992)
- Amanda Sandrelli (născută 1964)
- Stefania Sandrelli (născută 1946)
- Anna Maria Sandri (născută 1936)
- Maya Sansa (născută 1975)
- Yvonne Sanson (1925–2003)
- Elena Santarelli (născută 1981)
- Teresa Saponangelo (născută 1973)
- Lucia Sardo (născută 1952)
- Dina Sassoli (1920–2008)
- Lina Sastri (născută 1953)
- Franca Scagnetti (1924–1999)
- Delia Scala (1929–2004)
- Gia Scala (1934-1972) (actriță italo-irlandeză)
- Vanessa Scalera (născută 1977)
- Tecla Scarano (1894–1978)
- Carmen Scarpitta (1933–2008)
- Monica Scattini (1956–2015)
- Rosanna Schiaffino (1939–2009)
- Erna Schürer (născută 1942)
- Annabella Sciorra (născută 1960)
- Daphne Scoccia (născută 1995)
- Paola Senatore (născută 1949)
- Adriana Serra (1923–1995)
- Vira Silenti (1931–2014)
- Linda Sini (1924–1999)
- Laura Solari (1913–1984)
- Valeria Solarino (născută 1979)
- Olga Solbelli (1898–1976)
- Nina Soldano (născută 1963)
- Marisa Solinas (1939–2019)
- Mira Sorvino (născută 1967)
- Catherine Spaak (1945–2022)
- Maria Grazia Spina (născută 1936)
- Ilona Staller (născută 1951)
- Simonetta Stefanelli (născută 1954)
- Giulia Steigerwalt (născută 1982)
- Martina Stella (născută 1984)
- Marina Suma (născută 1959)

## T
- Simona Tabasco (născută 1994)
- Barbara Tabita (născută 1975)
- Ida Carloni Talli (1860–1940)
- Franca Tamantini (1931–2014)
- Jenny Tamburi (1952–2006)
- Denise Tantucci (născută 1997)
- Lia Tanzi (născută 1948)
- Renata Tebaldi (1922-2004)
- Paola Tedesco (născută 1952)
- Tilde Teldi (1878–?)
- Liliana Tellini (1925–1971)
- Rosetta Tofano (1902–1960)
- Marilù Tolo (născută 1944)
- Marisa Tomei (născută 1964)
- Diana Torrieri (1913–2007)
- Laura Troschel (1944–2016)
- Jasmine Trinca (născută 1981)
- Fatima Trotta (născută 1986)
- Antonia Truppo (născută 1977)
- Luciana Turina (născută 1946)

## U
- Marzia Ubaldi (1938–2023)

## V
- Caterina Valente (născută 1931)
- Mariella Valentini (născută 1959)
- Franca Valeri (1920–2020)
- Valeria Valeri (1921–2019)
- Anna Valle (născută 1975)
- Alida Valli (1921–2006)
- Eleonora Vallone (născută 1955)
- Bice Valori (1927–1980)
- Vanna Vanni (1915–1998)
- Elena Varzi (1926–2014)
- Elsa Vazzoler (1920–1989)
- Mara Venier (născută 1950)
- Linda Veras (născută 1939)
- Marisa Vernati (1920–1988)
- Caterina Vertova (născută 1960)
- Carmen Villani (născută 1944)
- Olga Villi (1922–1989)
- Pamela Villoresi (născută 1957)
- Milly Vitale (1933–2006)
- Italia Vitaliani (1866–1938)
- Monica Vitti (1931–2022)
- Sonia Viviani (născută 1958)
- Lina Volonghi (1914–1991)
- Milena Vukotic (născută 1935)

## W
- Patrizia Webley (născută 1950)
- Giorgia Würth (născută 1981)

## Z
- Halina Zalewska (1940–1976)
- Claudia Zanella (născută 1979)
- Maria Zanoli (1896–1977)
- Elena Zareschi (1916–1999)
- Nietta Zocchi (1909–1981)
- Lia Zoppelli (1920–1988)